# Charles Linglet
Charles Linglet (ur. 22 czerwca 1982 w Montrealu) – kanadyjski hokeista. Reprezentant Białorusi.

## Kariera
- Baie-Comeau Drakkar (1999-2003)
- Utah Grizzlies (2003)
- Alaska Aces (2003-2005)
- Peoria Rivermen (2005-2009)
  -  Las Vegas Wranglers (2005)
- Springfield Falcons (2009-2010)
  -  Edmonton Oilers (2010)
- Torpedo Niżny Nowogród (2010-2011)
- Dynama Mińsk (2011-2013)
- HC Lugano (2013)
- KHL Medveščak Zagrzeb (2013-2014)
- Dynama Mińsk (2014-2016)
- Tappara (2016-2017)
- Eisbären Berlin (2017)
- Dynama Mińsk (2017-2018)
- Cardiff Devils (2018-2020)

Od czerwca 2010 do maja 2011 zawodnik Torpedo Niżny Nowogród (w tym czasie razem z nim w ataku grali Matt Ellison i Ryan Vesce – ten tercet był najskuteczniejszy w sezonie KHL (2010/2011). Od maja 2011 roku zawodnik Dynama Mińsk. W marcu 2012 roku przedłużył umowę z klubem o rok. 26 lutego 2012 roku otrzymał białoruskie obywatelstwo (wraz z nim dwaj jego rodacy Geoff Platt i Kevin Lalande). Procedura przyznania została przyspieszona ze względu na przepis umożliwiający to i dopuszczający wyjątki "gdy chodzi o osoby odnoszące wielkie sukcesy na polu kultury, nauki i sportu". Decyzję zatwierdził formalnie prezydent, Alaksandr Łukaszenka, prywatnie admirator hokeja na lodzie. Na początku stycznia klub rozwiązał z nim kontrakt. Na początku stycznia 2013 roku miński klub rozwiązał z nim umowę. Następnie Linglet zawodnikiem szwajcarskiego klubu HC Lugano. W maju 2013 został zawodnikiem chorwackiego klubu KHL Medveščak Zagrzeb, a wraz z nim graczem klubu został Ryan Vesce. W październiku 2013 do drużyny dołączył także Matt Ellison. Cała trójka rozegrała wspólnie sezon KHL (2013/2014). Od maja 2014 ponownie zawodnik Dynama Mińsk, związany dwuletnim kontraktem, a wraz z nim ponownie Vesce i Ellison. Zwolniony z tego klubu w listopadzie 2016. Od grudnia 2016 do końca stycznia 2017 zawodnik Tappara. Od końca stycznia 2017 zawodnik Eisbären Berlin. Od sierpnia 2017 ponownie w Dynamie Mińsk. W sierpniu 2018 został hokeistą Cardiff Devils.
Został reprezentantem Białorusi, W jej barwach uczestniczył w turniejach mistrzostw świata w 2016, 2017, 2018.

## Sukcesy
Indywidualne
- AHL Second All-Star Team: 2010
- Sezon KHL (2010/2011):
  - Nagroda Najlepsza Trójka dla tercetu najskuteczniejszych strzelców ligi (oraz Matt Ellison i Ryan Vesce) – łącznie 58 goli
- KHL (2014/2015):
  - Najlepszy napastnik miesiąca - luty 2015[16]
- EIHL (2018/2019):
  - Drugie miejsce w klasyfikacji asystentów w sezonie zasadniczym: 51 asyst[17]
  - Czwarte miejsce w klasyfikacji kanadyjskiej w sezonie zasadniczym: 71 punktów[18]